# آرنه بورغ
آرنه بورغ (بالسويدية: Arne Borg)‏ هو سباح سويدي، ولد في 18 أغسطس 1901 في أبرشية الكنيسة العظيمة ‏ في السويد، وتوفي في 6 نوفمبر 1987 في Vallentuna ‏ في السويد.

## وصلات خارجية
- آرنه بورغ على موقع الاتحاد الدولي للسباحة (الإنجليزية)
- آرنه بورغ على موقع قاعة مشاهير السباحة العالمية (الإنجليزية)
- آرنه بورغ على موقع اللجنة الأولمبية الدولية (الإنجليزية)
- آرنه بورغ على موقع أوليمبيديا (الإنجليزية)
- آرنه بورغ على موقع اللجنة الأولمبية السويدية (السويدية)
- آرنه بورغ على موقع الموسوعة البريطانية (الإنجليزية)